# Hjalmar Heidenberg
Carl Gustav Hjalmar Heidenberg, född 12 augusti 1910 i Visby, död 17 april 1989 i Visby, var en svensk verkmästare och socialdemokratisk riksdagsman.
Heidenberg var ledamot av andra kammaren 1961–1964, invald i Gotlands läns valkrets. Han belönades med Region Gotlands kulturpris 1988 för sitt arbete att bevara arkiv rörande den gotländska arbetarrörelsen.